# Tinline (rivière)
La rivière Tinline   (en anglais : Tinline River)  est un cours d’eau de la région de Marlborough dans l’Île du Sud de la Nouvelle-Zélande.

## Géographie
Elle s’écoule généralement vers le sud à partir de sa source à l’extrémité nord de la chaîne de Bryant pour atteindre le fleuve Pelorus à 7 kilomètres à l’ouest du pont de  Pelorus (en).